# Matevž Vukotič
Matevž Vukotič (* 1. února 1990 Lublaň) je slovinský horolezec a horský vůdce, bývalý reprezentant v ledolezení a ve sportovním lezení, vítěz světového poháru v ledolezení na rychlost.
Mezinárodních závodů se účastnil také jeho bratr (dvojče) Jernej Vukotič (ledolezení cca 2007-2009).

## Závodní výsledky
Ledolezení
| Mistrovství světa | Mistrovství světa | Mistrovství světa | Mistrovství světa |
| Rok               | 2007              | 2009              | 2011              |
| ----------------- | ----------------- | ----------------- | ----------------- |
| Obtížnost         | 28-29             | —                 | 12                |
| Rychlost          | 5                 | 14                | —                 |

| Světový pohár       | Světový pohár | Světový pohár | Světový pohár | Světový pohár | Světový pohár | Světový pohár |
| Rok                 | 2007          | 2008          | 2009          | 2010          | 2011          | 2012          |
| ------------------- | ------------- | ------------- | ------------- | ------------- | ------------- | ------------- |
| Obtížnost           | 47-48         | 45            | 31            | 43            | 25-26         | 58-60         |
| jednotlivě*         | -,-,28-29     | -,-,30        | -,16,-        | -,24,29-31,-  | 35,21-26,12,- | -,27,-,-,-    |
|                     |               |               |               |               |               |               |
| Rychlost            | 13            | 1             | 7             | 18            | 13-14         | 17            |
| jednotlivě* (1/0/1) | -,5           | ,-,6          | 14,,-         | -,16,4,-      | 16,10,13,-    | -,,-,-,-      |

* poznámka: napravo jsou poslední závody v roce
| Mistrovství Evropy | Mistrovství Evropy |
| Rok                | 2012               |
| ------------------ | ------------------ |
| Obtížnost          | 26                 |
| Rychlost           | —                  |